# The Best of Rod Stewart (1989)
The Best of Rod Stewart è la quarta raccolta di Rod Stewart, pubblicata nel 1989 dalla Warner Bros.

## Tracce
1. Maggie May – 4:56
2. You Wear it Well – 4:20
3. Baby Jane – 4:42
4. Da Ya Think I'm Sexy? – 4:26
5. I Was Only Joking – 4:48
6. This Old Heart of Mine (Is Weak for You) – 4:27 (Holland-Dozier-Holland)
7. Sailing – 4:21 (Gavin Sutherland)
8. I Don't Want to Talk About It – 4:48 (Danny Whitten)
9. You're in My Heart (The Final Acclaim) – 4:28
10. Young Turks – 4:35
11. What am I Gonna Do (I'm So in Love With You) – 3:36
12. The First Cut Is the Deepest – 3:52 (Cat Stevens)
13. The Killing of Georgie (Part I and II) – 6:13
14. Tonight's the Night (Gonna Be Alright) – 3:34
15. Every Beat of My Heart – 4:39
16. Downtown Train – 4:30 (Tom Waits)

## Classifiche

### Classifiche settimanali
| Classifica (1989/90) | Posizione massima |
| -------------------- | ----------------- |
| Australia            | 7                 |
| Austria              | 12                |
| Germania             | 6                 |
| Italia               | 1                 |
| Nuova Zelanda        | 2                 |
| Paesi Bassi          | 6                 |
| Regno Unito          | 3                 |
| Svezia               | 23                |
| Svizzera             | 25                |

### Classifiche di fine anno
| Classifica (1989) | Posizione |
| ----------------- | --------- |
| Regno Unito       | 39        |
| Classifica (1990) | Posizione |
| Australia         | 39        |
| Germania          | 20        |
| Italia            | 5         |
| Nuova Zelanda     | 3         |
| Paesi Bassi       | 37        |
| Regno Unito       | 40        |
| Classifica (1991) | Posizione |
| Regno Unito       | 96        |